# Magaña
Magaña – gmina w Hiszpanii, w prowincji Soria, w Kastylii i León, o powierzchni 58,51 km². W 2011 roku gmina liczyła 89 mieszkańców.